# 海花島

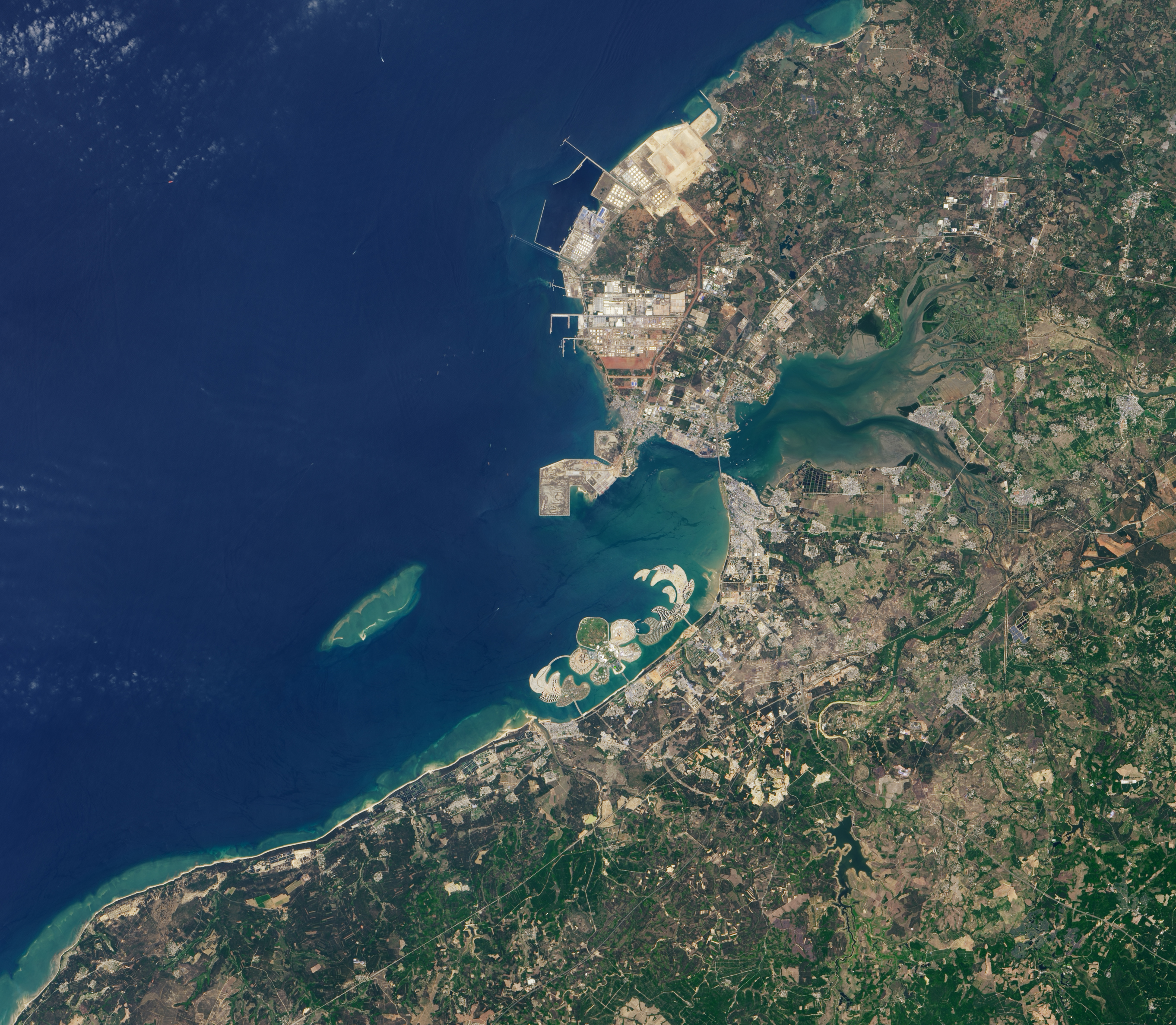
航空写真

海花島（英称:Ocean Flower Island）は、中華人民共和国海南省儋州市に建設されている人工島。世界でも最大規模の人工島プロジェクトである。

## 概要
恒大集団により2010年からプロジェクトが進められている。投資総額は1600億元。
3つの小島から構成され、上空から見ると海南省の花ブーゲンビリアが咲くようなデザインとなっている。
ドバイのパーム・アイランドから着想を得たとし、規模とゴージャスさから「中国版のドバイ」と呼ばれている。
ホテルや展示場、美術館などの施設が整備されている。島の入り口にそびえたつのはヒルトンホテルである。